# Piła 3D
Piła 3D (oryg. Saw 3D) – amerykański horror z 2010, wyreżyserowany przez Kevina Greuterta, ze scenariuszem autorstwa Patricka Meltona i Marcusa Dunstana. Produkcja jest siódmą odsłoną filmowej serii Piła.
W rolach głównych występują: Tobin Bell, Costas Mandylor, Betsy Russell, Sean Patrick Flanery i Cary Elwes.
Film został nakręcony w całości w technice trójwymiarowej. Jego światowa premiera miała miejsce 29 października 2010.

## Obsada
- Tobin Bell – John Kramer / Jigsaw
- Costas Mandylor – Mark Hoffman
- Betsy Russell – Jill Tuck
- Sean Patrick Flanery – Bobby Dagen
- Cary Elwes – Dr. Lawrence Gordon
- Chad Donella – Detektyw Matt Gibson
- Gina Holden – Joyce Dagen
- Sebastian Pigott – Brad
- Jon Cor – Ryan
- Anne Lee Greene – Diana
- Dean Armstrong – Cale
- Naomi Snieckus – Nina
- Rebecca Marshall – Suzanne
- Chester Bennington – Evan
- Dru Viergever – Dan
- Gabrielle West – Kara
- Benjamin Clost – Jake
- Tanedra Howard – Simone
- Shauna MacDonald – Tara
- Olunike Adeliyi – Sidney
- Ishan Morris – Alex
- Laurence Anthony – Detektyw Rogers

## Produkcja

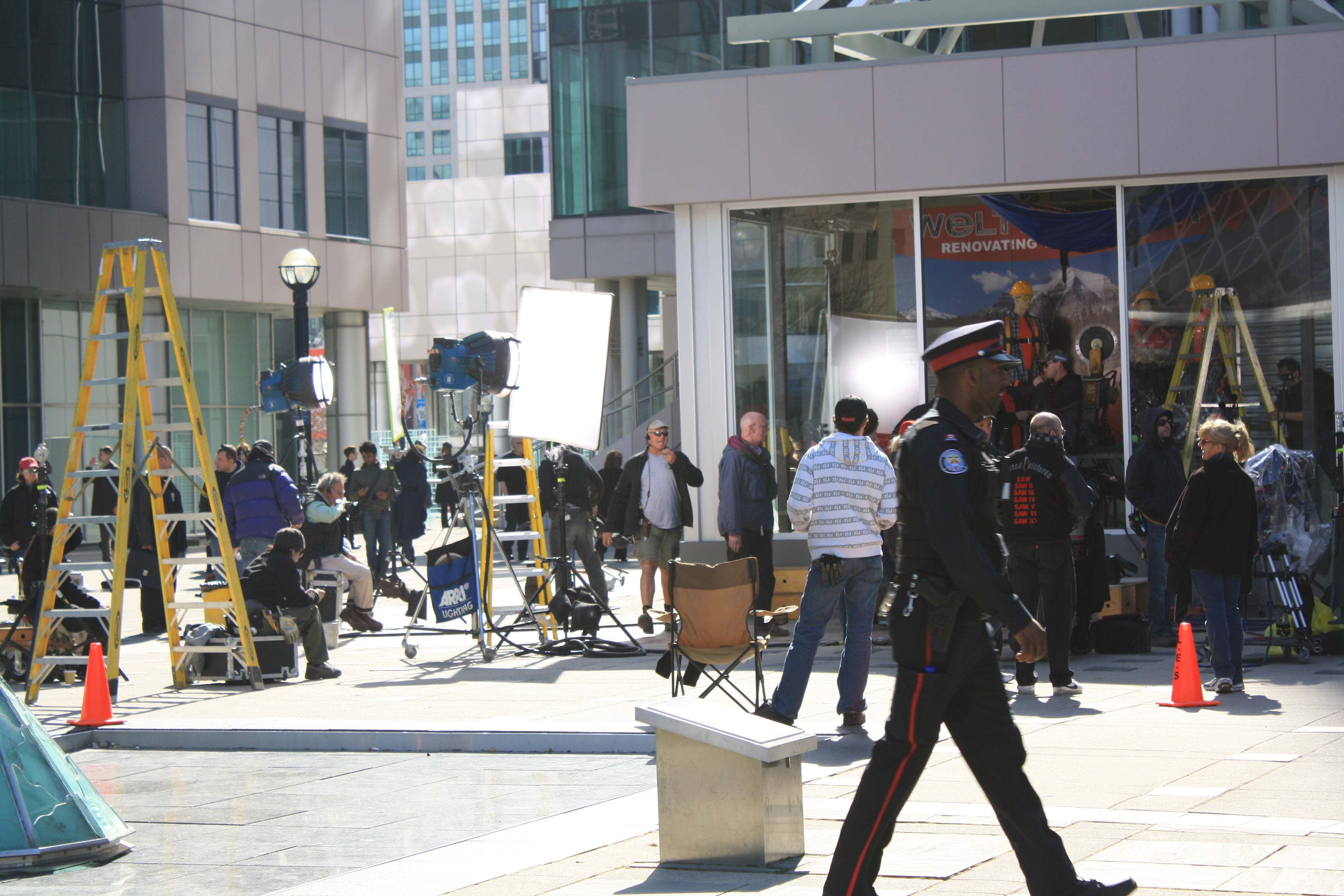
Plan zdjęciowy do filmu w Toronto w kwietniu 2010

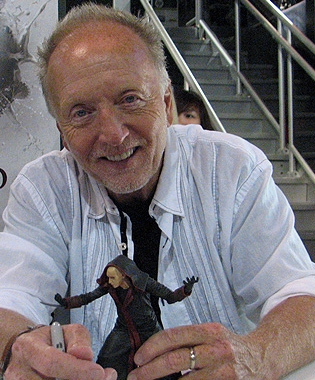
Tobin Bell podczas promowania Piły 3D na San Diego Comic-Conie w 2010

W lipcu 2009 tygodnik „Variety” poinformowało, że Lionsgate dało zielone światło siódmej części Piły, a stołek reżyserski ponownie obejmie David Hackl. 14 września 2009 rozpoczęła się preprodukcja. Początkowo po premierze Piły VI planowano wydać jeszcze dwa kolejne filmy, jednak po niezadowalających wynikach finansowych szóstej odsłony cyklu zmieniono te plany. W lipcu 2010, w wywiadzie dla „USA Today”, producenci potwierdzili, że siódma Piła oficjalnie zakończy tą horrorową serię.
W połowie grudnia 2009 rozpoczęto kompletowanie obsady. W kwietniu 2010 potwierdzono, że powróci znany z pierwszej odsłony cyklu aktor Cary Elwes. Do epizodycznej roli zaangażowany został Chester Bennington, wokalista zespołu Linkin Park. W styczniu 2010 oficjalnie reżyserem nadchodzącej produkcji został Kevin Greutert.
Okres zdjęciowy trwał od 8 lutego do 12 kwietnia 2010. Większość filmu nakręcono w kanadyjskim Toronto. Postprodukcję wykonano później w Deluxe Entertainment Services Group.

## Muzyka
Ścieżkę dźwiękową do filmu skomponował Charlie Clouser. Została ona wydana na iTunes w listopadzie 2010.

## Promocja
W lipcu 2010, niektórych materiałach prasowych na San Diego Comic-Conie, film był określany jako Saw 3D: The Traps Come Alive, co część mediów uznało za oficjalny tytuł produkcji. Producenci jednak sprostowali te informacje i powiedzieli, że był to jedynie slogan, który został błędnie zinterpretowany jako część tytułu.
22 lipca 2010 zaprezentowany został pierwszy zwiastun Piły 3D.

## Wypuszczenie i box office
W Stanach Zjednoczonych dystrybutorem filmu było Lionsgate, w Kanadzie natomiast Maple Pictures Corporation.
Motion Picture Association of America początkowo nadało produkcji kategorię wiekową NC-17, wobec czego film musiał być kilkukrotnie przemontowywany, aby uzyskać niższą kategorię R. Australian Classification Board nadało Pile 3D kategorię R18+, wyższą niż otrzymały wszystkie poprzednie części tego cyklu.
Od kwietnia 2012 do stycznia 2013 wyświetlanie filmu w całości w Niemczech było oficjalnie zabronione, ponieważ dopatrzono się w kilku scenach naruszenia ustawy dotyczącej przemocy. Karze nie podlegało jednak posiadanie kopii filmu i ich prywatny użytek. W styczniu 2013 sąd apelacyjny w Berlinie uchylił pierwotne orzeczenie sądowe po tym, jak StudioCanal, które jest właścicielem praw do dystrybucji w Niemczech, złożyło od niego odwołanie.
Światowa premiera filmu miała miejsce 29 października 2009. Piła 3D w weekend otwarcia zarobiła ponad 22 miliony dolarów (wyświetlana była w 2808 kinach).

## Odbiór
Rotten Tomatoes przyznał filmowi ocenę 10% na podstawie 79 recenzji, ze średnią oceną 3,15/10, co czyni go najgorszym ocenionym filmem z serii. Metacritic przyznał filmowi wynik 24 na 100, na podstawie 17 krytyków.

## Kontynuacja
W lutym 2016 ogłoszono, że powstaje ósma część cyklu. Piła: Dziedzictwo swoją premierę miała 27 października 2017. 